# Henri Itoka Bimbakila
 (juin 2025).
L'article doit être relu — et modifié si nécessaire — par des contributeurs indépendants pour apporter un regard critique aux contributions effectuées en violation des conditions d'utilisation de Wikipédia, tant sur la forme (notamment concernant le style encyclopédique, la proportionnalité) que sur le fond (la neutralité de point de vue, la qualité et l'indépendance des sources).
 (juin 2025).
Motif : simple député provincial, pas national. Ne rentre pas dans nos critères.
- Archive Wikiwix
- Bing
- Cairn
- DuckDuckGo
- E. Universalis
- Gallica
- Google
- G. Books
- G. News
- G. Scholar
- Persée
- Qwant
- (zh) Baidu
- (ru) Yandex
- (wd) trouver des œuvres sur Wikidata

| 1. | Préciser le motif de la pose du bandeau. | Précisez le motif de la pose du bandeau en utilisant la syntaxe suivante : {{admissibilité à vérifier\|date=août 2025\|motif=remplacez ce texte par le motif}}                             |
| 2. | Informer les utilisateurs concernés.     | Pensez à avertir le créateur de l'article, par exemple, en insérant le code ci-dessous sur sa page de discussion : {{subst:avertissement admissibilité à vérifier\|Henri Itoka Bimbakila}} |

 (juin 2025).
 (juin 2025).
 (juin 2025).
 (juin 2025).
La mise en forme du texte ne suit pas les recommandations de Wikipédia : il faut le « wikifier ».
Les points d'amélioration suivants sont les cas les plus fréquents. Le détail des points à revoir est peut-être précisé sur la page de discussion.
- Les titres sont pré-formatés par le logiciel. Ils ne sont ni en capitales, ni en gras.
- Le texte ne doit pas être écrit en capitales (les noms de famille non plus), ni en gras, ni en italique, ni en « petit »…
- Le gras n'est utilisé que pour surligner le titre de l'article dans l'introduction, une seule fois.
- L'italique est rarement utilisé : mots en langue étrangère, titres d'œuvres, noms de bateaux, etc.
- Les citations ne sont pas en italique mais en corps de texte normal. Elles sont entourées par des guillemets français : « et ».
- Les listes à puces sont à éviter, des paragraphes rédigés étant largement préférés. Les tableaux sont à réserver à la présentation de données structurées (résultats, etc.).
- Les appels de note de bas de page (petits chiffres en exposant, introduits par l'outil «  Source ») sont à placer entre la fin de phrase et le point final[comme ça].
- Les liens internes (vers d'autres articles de Wikipédia) sont à choisir avec parcimonie. Créez des liens vers des articles approfondissant le sujet. Les termes génériques sans rapport avec le sujet sont à éviter, ainsi que les répétitions de liens vers un même terme.
- Les liens externes sont à placer uniquement dans une section « Liens externes », à la fin de l'article. Ces liens sont à choisir avec parcimonie suivant les règles définies. Si un lien sert de source à l'article, son insertion dans le texte est à faire par les notes de bas de page.
- La présentation des références doit suivre les conventions bibliographiques. Il est recommandé d'utiliser les modèles {{Ouvrage}}, {{Chapitre}}, {{Article}}, {{Lien web}} et/ou {{Bibliographie}}. Le mode d'édition visuel peut mettre en forme automatiquement les références.
- Insérer une infobox (cadre d'informations à droite) n'est pas obligatoire pour parachever la mise en page.

Pour une aide détaillée, merci de consulter Aide:Wikification.
Si vous pensez que ces points ont été résolus, vous pouvez retirer ce bandeau et améliorer la mise en forme d'un autre article.
Henri Itoka Bimbakila, né le 1er septembre 1976 dans la banlieue de Kinshasa à Ndjili, est un homme politique Kino-congolais. Il est élu Député provincial lors de l'Élections législatives de 2006 à décembre 2018. Bien que ces élections soient controversées du fait d'allégations de fraude, il devient le premier rapporteur de l'Assemblée provinciale de Kinshasa.
On lui attribue le crédit d'avoir aidé l'ancien Gouverneur de la ville de Kinshasa, André Kimbuta Yango, à accéder à ce poste bien que le PPRD fut minoritaire à l'Assemblée provinciale de Kinshasa, information qui sera démentie par haut cadre du parti Mouvement de libération du Congo monsieur Thomas Luhaka dans une publication sur compte Facebook,.

## Biographie
Henri Itoka est né le 1er septembre 1976 à Kinshasa (république démocratique du Congo en seigle RDC). Il passe son enfance à Ndjili et grandit à Masina, district de Tshangu à Kinshasa.
Il fait une partie ses études Humanités à la mission Imbella à l'Institut Panda dans le territoire du Kwango (province), il sera renvoyer en 5eme des humanités pour sortie vers Kinshasa sans autorisation alors que il accompagnait un élève malade pour des soins appropriés à Kinshasa au bord de la Jeep des sœurs qui était sur place à Imbela. Arrivé à Kinshasa, il reprendra ses études en plein 3e période à l'école Complexe, ou il décroche son diplôme de pédagogie.
Il fais ses études universitaires à l'Université de Kinshasa, il est titulaire de licence.

### Premières expériences (2006)
Conseiller juridique et administratif, au Cabinet du Gouverneur de l’ex Province de Bandundu (province).

## Vie privée et familiale
Henri Itoka est est marié et père de 5 enfants dont 2 garçons et 3 filles.

## Carrière Politique

### Débuts
Henri Itoka commence sa carrière politique à l'université, dans la faculté de droit. Déjà dès l'entrée de l'AFDL, il étais volontaire des Forces de l'Auto défense populaire.
Après 2001 il adhéré clandestinement au Mouvement de libération du Congo, jusqu'à la mise en œuvre de l'accord de San City Politique. Il est désigné coordinateur National de la jeunesse estudiantine.

### Député provincial
Au terme des Élections législatives de 2006 en République démocratique du Congo, il est élu Député provincial de Kinshasa dans la circonscription de Masina, sur le 48 député l'Assemblée provinciale de Kinshasa, sur le 7 qui ont composés la commission chargé de l'élaboration du commission du règlement intérieur, il sera désigné il sera désigné de commission président de la commission.
Pendant la composition du bureau définitif, Henri Itoka, sera élu avec plus 34 voix sur 48 voix.
Il sera exclu du Mouvement de libération du Congo, en tant que membre du bureau.